# VAX
VAX (Virtual Address eXtension) — 32-битная компьютерная архитектура, была разработана в середине 1970-x годов Digital Equipment Corporation как развитие линии PDP-11 в рамках проекта Star.

## Операционные системы
На системах VAX могут работать несколько операционных систем: OpenVMS, Ultrix, VAXeln или BSD UNIX. Linux, NetBSD и OpenBSD работают на некоторых VAX по сей день.

## История
В начале 1970-х годов корпорация DEC практически доминировала на рынке мини-компьютеров с машинами линии PDP-11, но малая разрядность (16 бит) существенно ограничивала возможности их развития. К 1973 году было принято решение о разработке компьютера концепции «wide-word machine». Первоначально рассматривалось два варианта: продолжение линии PDP-10 с шириной слова 36 бит (проект Unicorn) и развитие линии PDP-11, но с удвоенной до 32 бит шириной слова и механизмами виртуальной памяти (проект Star).
Официальной датой рождения архитектуры VAX вероятно можно считать 1 апреля 1975 года, дату первого совещания команды, впоследствии названной VAX-A. Через два месяца была готова первая версия описания архитектуры — «VAX Blue Book», а к июню 1975 года проект Star обогнал конкурента настолько, что руководство корпорации решило свернуть дальнейшую разработку проекта Unicorn.
Первая серийная модель архитектуры VAX была представлена публике 25 октября 1977 года. Это была модель VAX-11/780 «Star» с процессором KA780 (29 печатных плат ТТЛ) и 4 МБ ОЗУ с коррекцией ошибок (ECC RAM). В качестве консольного процессора использовалась специализированная версия PDP-11. Машина была крайне коммерчески успешна. Последовала разработка «второй серии», уже не на рассыпной логике, а на gate array, и спустя примерно год после модели «Star» была представлена модель VAX-11/750 «Comet» (отличавшаяся так же новой реализацией консоли на Intel 8085).

## Модельный ряд
Немикропроцессорные VAX:
- VAX-11/780 («Star»)
- VAX-11/782 (Двухпроцессорный /780)
- VAX-11/785 (Разогнанный /780)
- VAX-11/750 («Comet», компактизированный, переход на логику gate array)
- VAX-11/730 («Nebula», компактизированный, переход на bit slice процессор)
- VAX-11/725 («LCN», базовая/упрощённая версия Nebula)
- VAX 8600    («Venus»)
- VAX 8650    («Morningstar», разогнанный 8600)
- VAX 8500    («Flounder», Монопроцессорный, умышленно-замедленный 8800)
- VAX 8530    (Монопроцессорный, менее замедленный 8800)
- VAX 8550    («Skipjack», 8800 монопроцессорный, нерасширяемый)
- VAX 8700    (монопроцессорный Nautilus, расширяем до 8800)
- VAX 8800    («Nautilus», переход на логику Macrocell)
- VAX 9X00    («Aquarius», VAX 9000 охлаждаемый водой; не пошёл в серию)
- VAX 9000    («Aridus», Aquarius с воздушным охлаждением)
- VAX 8X00    («Gemini», резервный проект, разрабатывавшийся на случай провала разработки «Scorpio»; не пошёл в серию)

Микропроцессорные VAX:
- MicroVAX/VAXstation-I («Seahorse»)
- MicroVAX-II/VAXstation-II («Mayflower»)
- MicroVAX-3100/VAXstation-3100
- VAX 8200/8300 (Моно- и Би-процессорный «Scorpio»)
- VAX 8250/8350 (ускоренный «Scorpio»)
- VAX 62X0    («CVAX»)
- VAX 63X0    («Calypso»)
- VAX 64X0    («Rigel»)
- VAX 65X0    («NVAX»)
- VAX 7XXX
- VAX XXXX    («BVAX», High-end VAX; не пошёл в серию)

Характеристики некоторых моделей VAX:
| Модель             | Год выпуска | Элементная база                             | tЦикл                                       | μcode                                       | Кэш                                         | Шина                                        | Производительность                          | pdp                                         |
| ------------------ | ----------- | ------------------------------------------- | ------------------------------------------- | ------------------------------------------- | ------------------------------------------- | ------------------------------------------- | ------------------------------------------- | ------------------------------------------- |
| 11/780 «Star»      | 1978        | TTL                                         | 200 ns                                      | 6k x 99                                     | 8k                                          | B+U/M                                       | 100 %                                       | Да                                          |
| 11/750 «Comet»     | 1980        | TTL                                         | 320 ns                                      | 6k x 80                                     | 4k                                          | B+U/M                                       | 60 %                                        | Да                                          |
| 11/730 «Nebula»    | 1982        | TTL                                         | 290 ns                                      | 16k x 24                                    | n                                           | B+U                                         | 25 %                                        | Да                                          |
| 11/782             | 1982        | 11/780 двухпроцессорная, разделяемая память | 11/780 двухпроцессорная, разделяемая память | 11/780 двухпроцессорная, разделяемая память | 11/780 двухпроцессорная, разделяемая память | 11/780 двухпроцессорная, разделяемая память | 11/780 двухпроцессорная, разделяемая память | 11/780 двухпроцессорная, разделяемая память |
| 11/785             | 1984        | TTL                                         | 133 ns                                      | ?                                           | 32k                                         | B+U/M                                       | 150 %                                       | Да                                          |
| 8600 «Venus»       | 1984        | ECL                                         | 80 ns                                       | 8k x 39                                     | 16 k                                        | B+U/M                                       | x4                                          | Да                                          |
| 8650 «Morningstar» | 1985        | NMOS                                        | 55 ns                                       | ?                                           | ?                                           | V                                           | x6                                          | Нет                                         |
| 8200               | 1986        | NMOS                                        | 200 ns                                      | 16 x 39                                     | 8 k                                         | V                                           | 100 %                                       | Нет                                         |
| 8300               | 1986        | 8200 двухпроцессорная                       | 8200 двухпроцессорная                       | 8200 двухпроцессорная                       | 8200 двухпроцессорная                       | 8200 двухпроцессорная                       | 8200 двухпроцессорная                       | 8200 двухпроцессорная                       |
| 8700               | 1986        | ECL                                         | 45 ns                                       | 16k x 144                                   | ?                                           | V                                           | x6                                          | Нет                                         |
| 8800 «Nautilus»    | 1986        | 8700 двухпроцессорная                       | 8700 двухпроцессорная                       | 8700 двухпроцессорная                       | 8700 двухпроцессорная                       | 8700 двухпроцессорная                       | 8700 двухпроцессорная                       | 8700 двухпроцессорная                       |
| 8500               | 1986        | ?                                           | ?                                           | ?                                           | ?                                           | ?                                           | x3                                          | Нет                                         |
| 8250               | 1987        | ?                                           | 160 ns                                      | ?                                           | ?                                           | V                                           | 120 %                                       | Нет                                         |
| 6200               | 1988        | CMOS                                        | 80 ns                                       | ?                                           | 256 k                                       | X/V                                         | x2,8                                        | Нет                                         |
| 6300               | 1988        | CMOS                                        | 60 ns                                       | ?                                           | ?                                           | X/V                                         | x4                                          | Нет                                         |
| 6400/400           | 1989        | CMOS                                        | 28 ns (+v)                                  | 1,7k x 45                                   | 2k + 128k                                   | ?                                           | x7                                          | Нет                                         |
| 9000 «Aridus»      | 1989        | ECL                                         | 16 ns (+v)                                  | ?                                           | 128k                                        | X                                           | x30-40                                      | Нет                                         |
| 4000/300           | 1990        | CMOS                                        | ?                                           | ?                                           | 2k + 128k                                   | ?                                           | x8                                          | Нет                                         |

Сокращения:
- Шины : U — Unibus, M — MASSBUS, V — VAXBI, X — XMI
- Tcycle +v — означает возможность установки векторного сопроцессора.
- Колонка μcode показывает размер памяти, потребляемый микрокодом, высота × ширина, в битах.
- pdp — да или нет — совместимость с PDP-11.

## Интересные факты о VAX
Кристалл микропроцессоров CVAX, применявшихся в MicroVAX 3000 и 6200, содержит фразу «СВАКС… Когда вы забатите довольно воровать настоящий лучший». Разработчики микропроцессора именно так перевели на русский язык фразу «CVAX — when you care enough to steal the very best» («CVAX — когда озаботились тем, чтобы украсть самое лучшее»), которая созвучна со слоганом известного поставщика поздравительных открыток фирмы Hallmark Cards: «When You Care Enough to Send the Very Best» («Когда вы заботитесь о том, чтобы послать самое лучшее»). Это послание было предназначено для советских инженеров, которые будут пытаться скопировать микропроцессор.
По информации КГБ СССР, поставляемые в СССР в обход эмбарго ЭВМ VAX содержали электронные закладные устройства программного действия, предназначенные для съёма обрабатываемой информации и автоматического разрушения машин.

## Аналоги и клоны VAX в СССР и странах СЭВ
В конце 1980-х годов в СССР была завершена разработка оригинального микропроцессорного комплекта К1839, полностью (включая математические команды) совместимого с VAX 750 Comet. Кроме этого комплекта, производились копии оригинальных машин. Выпускалось несколько серий VAX-совместимых компьютеров:
- Электроника 82 (СССР, МЭП) на основе БМК К1527ХМ1
- Электроника МС0107 (СССР, МЭП) — клон DEC MicroVAX II на КЛ1848, U80701, КЛ1807ВМ4
- СМ1700 (СССР, Минприбор) — клон VAX-11/730 на основе БМК К1527ХМ1
- СМ1702 (СССР, Минприбор) — клон DEC MicroVAX II на КЛ1848, U80701, КЛ1807ВМ4
- БЦВМ СБ3541 на основе К1839 (выпускается до настоящего времени)
- K1840 (СМ1710) — клон DEC VAX-11/780 — в ГДР
- K1820 (СМ1720) — клон DEC MicroVAX II — в ГДР на основе процессора KME U80701
- ИЗОТ-1055 — клон VAX-11/730 — в Болгарии
- ИЗОТ-1080 — комплекс в составе ЭВМ ИЗОТ-1055 и графической станции ИЗОТ-1040 — в Болгарии